# Хайльгерсхаузен
Хайльгерсхаузен (нем. Heilgershausen) — исчезнувшее поселение на территории современного города Бад-Берлебург в районе Зиген-Виттгенштайн в земле Северный Рейн-Вестфалия, Германия.

## Географическое положение
Поселение находилось вблизи современного посёлка Доцлар.

## История
В 1395 году Герлах фон Диденсхаузен продал всю свою часть деревни Броккену фон Фирмюндену. В 1418 году Хайльгерсхаузен снова упоминается в договоре между Иоганном фон Витгенштейном и Годебертом фон Хацфельдом. Перекупив Доцлар и заплатив 300 фл., Годеберт фон Гацфельд отказывается от ранее приобретённых деревень Араф и Хайльгерсгаузен со всеми их постройками и угодьями. В 1439 году деревня наконец была передана семье Сайн-Витгенштейнов. В это время населённый пункт уже опустел.

## Изменения названия
- 1395 – Хильгерсхюзен (Hilgershuisen)
- 1418 – Хайльгерсхузен (Heilgershusen)
- 1439 – Хайльгерссхаузен (Heylgerßhausen)